# Discografia di Emis Killa
La discografia di Emis Killa, rapper italiano, è costituita da sei album in studio (di cui uno inciso con Jake La Furia), un EP, cinque mixtape e oltre cinquanta singoli, oltre a vari mixtape e video musicali pubblicati a partire dal 2009.

## Album

### Album in studio
| Anno                                                                                               | Titolo | Classifiche | Classifiche | Certificazioni     |
| Anno                                                                                               | Titolo | ITA         | SWI         | Certificazioni     |
| -------------------------------------------------------------------------------------------------- | --- | ----------- | ----------- | ------------------ |
| 2012                                                                                               | L'erba cattiva - Pubblicato: 24 gennaio 2012 - Etichetta: Carosello - Formati: CD, download digitale, streaming          | 4           | —           | - ITA: Platino     |
| 2013                                                                                               | Mercurio - Pubblicato: 22 ottobre 2013 - Etichetta: Carosello - Formati: CD, download digitale, streaming                | 1           | —           | - ITA: Platino (2) |
| 2016                                                                                               | Terza stagione - Pubblicato: 14 ottobre 2016 - Etichetta: Carosello - Formati: CD, download digitale, streaming          | 1           | 32          | - ITA: Platino     |
| 2018                                                                                               | Supereroe - Pubblicato: 12 ottobre 2018 - Etichetta: Carosello - Formati: CD, download digitale, streaming               | 1           | 51          | - ITA: Platino (2) |
| 2020                                                                                               | 17 (con Jake La Furia) - Pubblicato: 18 settembre 2020 - Etichetta: Epic - Formati: CD, LP, download digitale, streaming | 1           | 30          | - ITA: Platino (2) |
| 2023                                                                                               | Effetto notte - Pubblicato: 19 maggio 2023 - Etichetta: Sony Italy - Formati: CD, LP, download digitale, streaming       | 1           | 18          | - ITA: Platino     |
| "—" indica una pubblicazione che non si è classificata o che non è stata pubblicata in quel Paese. | |             |             |                    |

### Mixtape
| Anno                                                                                               | Titolo | Classifiche | Classifiche | Certificazioni |
| Anno                                                                                               | Titolo | ITA         | SWI         | Certificazioni |
| -------------------------------------------------------------------------------------------------- | --- | ----------- | ----------- | -------------- |
| 2009                                                                                               | Keta Music - Pubblicato: 17 dicembre 2009 - Etichetta: Blocco Recordz - Formati: CD                                | —           | —           |                |
| 2010                                                                                               | Champagne e spine - Pubblicato: 11 ottobre 2010 - Etichetta: Blocco Recordz - Formati: CD                          | —           | —           |                |
| 2011                                                                                               | The Flow Clocker Vol. 1 - Pubblicato: 2 aprile 2011 - Etichetta: Blocco Recordz - Formati: CD                      | —           | —           |                |
| 2015                                                                                               | Keta Music Vol. 2 - Pubblicato: 18 giugno 2015 - Etichetta: Carosello - Formati: download digitale, streaming      | —           | —           |                |
| 2021                                                                                               | Keta Music Vol. 3 - Pubblicato: 23 luglio 2021 - Etichetta: Sony Music - Formati: CD, download digitale, streaming | 1           | 64          | - ITA: Oro     |
| "—" indica una pubblicazione che non si è classificata o che non è stata pubblicata in quel Paese. | |             |             |                |

## Extended play
| Anno | Titolo                                                                                         |
| ---- | ---------------------------------------------------------------------------------------------- |
| 2011 | Il peggiore - Pubblicato: 19 dicembre 2011 - Etichetta: Carosello - Formati: download digitale |

## Singoli

### Come artista principale
| Anno                                                                                               | Titolo                                                    | Classifiche | Certificazioni     | Album di provenienza                                  |
| Anno                                                                                               | Titolo                                                    | ITA         | Certificazioni     | Album di provenienza                                  |
| -------------------------------------------------------------------------------------------------- | --------------------------------------------------------- | ----------- | ------------------ | ----------------------------------------------------- |
| 2012                                                                                               | Cashwoman                                                 | 38          |                    | L'erba cattiva                                        |
| 2012                                                                                               | Parole di ghiaccio                                        | 21          | - ITA: Platino (2) | L'erba cattiva                                        |
| 2012                                                                                               | Dietro front (feat. Fabri Fibra)                          | 98          |                    | L'erba cattiva                                        |
| 2012                                                                                               | Se il mondo fosse (con J-Ax, Club Dogo, Marracash)        | 2           | - ITA: Platino     | /                                                     |
| 2012                                                                                               | L'erba cattiva                                            | —           |                    | L'erba cattiva                                        |
| 2012                                                                                               | Chissà se                                                 | —           |                    | L'erba cattiva - Gold Version                         |
| 2012                                                                                               | Il king                                                   | 57          |                    | L'erba cattiva - Gold Version                         |
| 2013                                                                                               | Vampiri                                                   | —           |                    | /                                                     |
| 2013                                                                                               | Killers                                                   | —           |                    | /                                                     |
| 2013                                                                                               | Scordarmi chi ero                                         | 35          | - ITA: Platino     | Mercurio                                              |
| 2013                                                                                               | A cena dai tuoi (feat. J-Ax)                              | 73          | - ITA: Oro         | Mercurio                                              |
| 2014                                                                                               | Essere umano (feat. Skin)                                 | —           |                    | Mercurio                                              |
| 2014                                                                                               | Maracanã                                                  | 1           | - ITA: Platino     | Mercurio - 5 Stars Edition                            |
| 2014                                                                                               | Che abbia vinto o no (con Antonella Lo Coco)              | 100         |                    | Il ricco, il povero e il maggiordomo (colonna sonora) |
| 2015                                                                                               | I.L.T.G. (I Love This Game)                               | 44          |                    | /                                                     |
| 2015                                                                                               | Rossoneri (con Saturnino)                                 | —           |                    | /                                                     |
| 2016                                                                                               | Non era vero                                              | —           |                    | Terza stagione                                        |
| 2016                                                                                               | Cult                                                      | 69          | - ITA: Platino     | Terza stagione                                        |
| 2016                                                                                               | Dal basso                                                 | —           |                    | Terza stagione                                        |
| 2016                                                                                               | Quello di prima                                           | —           |                    | Terza stagione                                        |
| 2016                                                                                               | Parigi (feat. Neffa)                                      | 72          | - ITA: Oro         | Terza stagione                                        |
| 2017                                                                                               | Linda                                                     | 21          | - ITA: Platino     | /                                                     |
| 2018                                                                                               | Serio (feat. Capo Plaza)                                  | 11          | - ITA: Platino     | /                                                     |
| 2018                                                                                               | Rollercoaster                                             | 9           | - ITA: Platino (2) | Supereroe                                             |
| 2018                                                                                               | Fuoco e benzina                                           | 2           | - ITA: Platino (2) | Supereroe                                             |
| 2019                                                                                               | Louis Vuitton Drip (con PashaPG)                          | —           |                    | /                                                     |
| 2019                                                                                               | La mia malattia                                           | 21          | - ITA: Oro         | Supereroe Bat Edition                                 |
| 2019                                                                                               | Tijuana                                                   | 50          |                    | Supereroe Bat Edition                                 |
| 2020                                                                                               | Andale (con Westside Gunn)                                | —           |                    | /                                                     |
| 2020                                                                                               | Malandrino (con Jake La Furia)                            | 39          | - ITA: Oro         | 17                                                    |
| 2020                                                                                               | Medaglia (con Jake La Furia)                              | 43          |                    | 17                                                    |
| 2020                                                                                               | L'ultima volta (con Jake La Furia feat. Massimo Pericolo) | 9           | - ITA: Platino     | 17                                                    |
| 2022                                                                                               | Lucifero                                                  | —           |                    | /                                                     |
| 2023                                                                                               | Big Bang (Upside Down)                                    | 34          |                    | Effetto notte                                         |
| 2024                                                                                               | Butterfly (feat. Simba La Rue)                            | 96          |                    | /                                                     |
| 2024                                                                                               | Sexy shop (con Fedez)                                     | 3           | - ITA: Platino (2) | /                                                     |
| 2024                                                                                               | Nino nino (con Merk & Kremont e Massimo Pericolo)         | 90          |                    | /                                                     |
| 2025                                                                                               | Demoni                                                    | 80          |                    | /                                                     |
| 2025                                                                                               | In auto alle 6:00 (con Lazza)                             | 20          |                    | /                                                     |
| "—" indica una pubblicazione che non si è classificata o che non è stata pubblicata in quel Paese. |                                                           |             |                    |                                                       |

### Come artista ospite
| Anno                                                                                               | Titolo                                                                             | Classifiche | Certificazioni     | Album di provenienza                 |
| Anno                                                                                               | Titolo                                                                             | ITA         | Certificazioni     | Album di provenienza                 |
| -------------------------------------------------------------------------------------------------- | ---------------------------------------------------------------------------------- | ----------- | ------------------ | ------------------------------------ |
| 2012                                                                                               | Giusto un giro (Marracash feat. Emis Killa)                                        | 65          | - ITA: Oro         | King del rap                         |
| 2013                                                                                               | Ciao ciao (Club Dogo feat. Emis Killa)                                             | —           |                    | Noi siamo il club (Reloaded Edition) |
| 2015                                                                                               | Fuori dai guai (Gianluca Grignani feat. Emis Killa)                                | —           |                    | A volte esagero                      |
| 2015                                                                                               | Seven (Caneda feat. Fedez, J-Ax, Gemitaiz, Rocco Hunt, Baby K, Emis Killa)         | —           |                    | /                                    |
| 2019                                                                                               | Supernova (MadMan feat. Emis Killa)                                                | 17          | - ITA: Oro         | MM vol. 3                            |
| 2019                                                                                               | Torcida (Big Fish feat. Jake La Furia, Fabri Fibra, Emis Killa e Chadia Rodríguez) | —           |                    | /                                    |
| 2019                                                                                               | Como te (Geolier feat. Emis Killa)                                                 | 66          | - ITA: Oro         | Emanuele                             |
| 2019                                                                                               | Mon fre (Shiva feat. Emis Killa)                                                   | 24          | - ITA: Platino (2) | /                                    |
| 2019                                                                                               | Bling (Ion feat. Emis Killa)                                                       | —           |                    | /                                    |
| 2020                                                                                               | Rosa naturale (Roshelle feat. Emis Killa)                                          | 74          |                    | /                                    |
| 2020                                                                                               | Parola (Giaime feat. Lazza e Emis Killa)                                           | 14          | - ITA: Platino     | Mula                                 |
| 2021                                                                                               | Benzina (Ensi feat. Emis Killa)                                                    | —           |                    | /                                    |
| 2021                                                                                               | Mai più (Not Good feat. Emis Killa, Rizzo)                                         | —           |                    | Erba nei jeans                       |
| 2022                                                                                               | Doppio nodo (Federica Abbate feat. Fred De Palma e Emis Killa)                     | —           |                    | Canzoni per gli altri                |
| 2022                                                                                               | Bottiglie rotte (Mostro feat. Emis Killa e Gemitaiz)                               | —           |                    | The Illest Vol. 3                    |
| 2024                                                                                               | Lucky Luciano (Cancun feat. Emis Killa e Kid Yugi)                                 | —           |                    | /                                    |
| 2024                                                                                               | Il doc 4 (VillaBanks feat. Ernia, Emis Killa e Niky Savage)                        | 39          |                    | Quanto manca 2                       |
| 2024                                                                                               | Hikikomori (Don Joe feat. Niky Savage ed Emis Killa)                               | —           |                    | /                                    |
| 2025                                                                                               | All in (Drei feat. Light, Emis Killa e The Game)                                   | —           |                    | /                                    |
| "—" indica una pubblicazione che non si è classificata o che non è stata pubblicata in quel Paese. |                                                                                    |             |                    |                                      |

## Altri brani entrati in classifica e/o certificati
| Anno                                                                                               | Titolo                                                                | Classifiche | Certificazioni | Album di provenienza   |
| Anno                                                                                               | Titolo                                                                | ITA         | Certificazioni | Album di provenienza   |
| -------------------------------------------------------------------------------------------------- | --------------------------------------------------------------------- | ----------- | -------------- | ---------------------- |
| 2012                                                                                               | È meglio così                                                         | 99          |                | L'erba cattiva         |
| 2013                                                                                               | Lettera dall'inferno                                                  | 82          |                | Mercurio               |
| 2013                                                                                               | MB45                                                                  | 84          |                | Mercurio               |
| 2013                                                                                               | Soli (assieme)                                                        | —           | - ITA: Oro     | Mercurio               |
| 2016                                                                                               | Non è facile (feat. Jake La Furia)                                    | —           | - ITA: Oro     | Terza stagione         |
| 2018                                                                                               | Open Water                                                            | 31          |                | Supereroe              |
| 2018                                                                                               | Cocaina (feat. Capo Plaza)                                            | 13          |                | Supereroe              |
| 2018                                                                                               | Donald Trump                                                          | 28          |                | Supereroe              |
| 2018                                                                                               | Senza cuore & senza nome (feat. Carl Brave)                           | 27          |                | Supereroe              |
| 2018                                                                                               | Claro (feat. Vegas Jones & Gemitaiz)                                  | 11          |                | Supereroe              |
| 2018                                                                                               | Quella foto di noi due                                                | 34          | - ITA: Oro     | Supereroe              |
| 2018                                                                                               | Adios (feat. Gué Pequeno)                                             | 16          |                | Supereroe              |
| 2018                                                                                               | Supereroe                                                             | 22          |                | Supereroe              |
| 2018                                                                                               | Dope 2 (feat. 6ix9ine & Pasha)                                        | 12          |                | Supereroe              |
| 2018                                                                                               | Come fossimo cowboy                                                   | 55          |                | Supereroe              |
| 2018                                                                                               | Mille strade                                                          | 51          |                | Supereroe              |
| 2020                                                                                               | Broken Language (con Jake La Furia)                                   | 12          | - ITA: Oro     | 17                     |
| 2020                                                                                               | No Insta (con Jake La Furia feat. Lazza)                              | 10          | - ITA: Oro     | 17                     |
| 2020                                                                                               | Renè & Francis (con Jake La Furia)                                    | 16          | - ITA: Oro     | 17                     |
| 2020                                                                                               | 666 (con Jake La Furia)                                               | 36          |                | 17                     |
| 2020                                                                                               | Sparami (con Jake La Furia feat. Salmo e Fabri Fibra)                 | 6           | - ITA: Oro     | 17                     |
| 2020                                                                                               | Lontano da me (con Jake La Furia)                                     | 27          |                | 17                     |
| 2020                                                                                               | Maleducato (con Jake La Furia)                                        | 42          |                | 17                     |
| 2020                                                                                               | La mia prigione                                                       | 40          |                | 17                     |
| 2020                                                                                               | Toro loco (con Jake La Furia)                                         | 38          | - ITA: Oro     | 17                     |
| 2020                                                                                               | Gli amici miei (con Jake La Furia feat. Lazza)                        | 25          |                | 17                     |
| 2020                                                                                               | Il seme del male (con Jake La Furia)                                  | 59          |                | 17                     |
| 2020                                                                                               | Cowboy (con Jake La Furia feat. Tedua)                                | 24          |                | 17                     |
| 2020                                                                                               | Quello che non ho (con Jake La Furia)                                 | 49          |                | 17                     |
| 2021                                                                                               | No Cap (con Jake La Furia feat. Geolier)                              | 13          | - ITA: Platino | 17 - Dark Edition      |
| 2021                                                                                               | Per tutta la città (con Jake La Furia feat. Ernia)                    | 42          |                | 17 - Dark Edition      |
| 2021                                                                                               | Ok così (con Jake La Furia)                                           | 99          |                | 17 - Dark Edition      |
| 2021                                                                                               | Più lei che noi (con Jake La Furia feat. Rkomi)                       | 81          |                | 17 - Dark Edition      |
| 2021                                                                                               | Qualche sasso                                                         | 64          |                | Keta Music Vol. 3      |
| 2021                                                                                               | No Police No Problem (feat. J Lord)                                   | 74          |                | Keta Music Vol. 3      |
| 2021                                                                                               | Morto di fame (feat. Lazza)                                           | 34          | - ITA: Oro     | Keta Music Vol. 3      |
| 2021                                                                                               | Psycho (feat. Rose Villain)                                           | 89          |                | Keta Music Vol. 3      |
| 2021                                                                                               | Notte gialla (feat. Madame)                                           | 45          | - ITA: Oro     | Keta Music Vol. 3      |
| 2021                                                                                               | Jam Session (feat. Gemitaiz)                                          | 62          |                | Keta Music Vol. 3      |
| 2021                                                                                               | I soldi degli altri (feat. Jake La Furia e Montenero)                 | 86          |                | Keta Music Vol. 3      |
| 2021                                                                                               | Street Movie (feat. Jake La Furia e RollzRois)                        | 84          |                | Keta Music Vol. 3      |
| 2021                                                                                               | Nel male e nel bene (feat. Massimo Pericolo)                          | 56          |                | Keta Music Vol. 3      |
| 2023                                                                                               | Pacino (The Godfather)                                                | 45          |                | Effetto notte          |
| 2023                                                                                               | On Fire (Paid in Full) (feat. Sfera Ebbasta)                          | 1           | - ITA: Platino | Effetto notte          |
| 2023                                                                                               | Col cuore in gola (Lords of Dogtown)                                  | 21          |                | Effetto notte          |
| 2023                                                                                               | Viscerale (Closer) (feat. Rizzo)                                      | 32          |                | Effetto notte          |
| 2023                                                                                               | Maserati (The Wolf of Wall Street)                                    | 55          |                | Effetto notte          |
| 2023                                                                                               | Lontano (Carlito's Way) (feat. Neima Ezza)                            | 41          |                | Effetto notte          |
| 2023                                                                                               | Albicocca (Lolita) (feat. Guè)                                        | 29          |                | Effetto notte          |
| 2023                                                                                               | Toxic (Trainspotting) (feat. Salmo)                                   | 38          |                | Effetto notte          |
| 2023                                                                                               | Sonny (City of God)                                                   | 58          |                | Effetto notte          |
| 2023                                                                                               | Mc Drive (La haine) (feat. Ernia e Coez)                              | 49          |                | Effetto notte          |
| 2023                                                                                               | Senz'anima (Nikita) (feat. Lazza)                                     | 14          | - ITA: Oro     | Effetto notte          |
| 2023                                                                                               | Attori di strada (Ragazzi fuori)                                      | 57          |                | Effetto notte          |
| 2023                                                                                               | Bel finale (The Butterfly Effect)                                     | 79          |                | Effetto notte          |
| 2023                                                                                               | Ray Liotta (Goodfellas) (feat. Capo Plaza, Jake La Furia e Baby Gang) | 49          |                | Effetto notte (l'alba) |
| "—" indica una pubblicazione che non si è classificata o che non è stata pubblicata in quel Paese. |                                                                       |             |                |                        |

## Collaborazioni
- 2006 – Fedez feat. Emis Killa – Te lo do
- 2008 – Vinz feat. Emis Killa – A me no
- 2008 – Dose feat. Emis Killa – Mi Dangerous
- 2009 – Fedez feat. Emis Killa – D Love
- 2009 – Fedez feat. Emis Killa – Non so
- 2009 – Vacca feat. Emis Killa – Xxxmas
- 2010 – Supa feat. Emis Killa – Doppia coscienza (Ballo-Sballo)
- 2010 – Fre feat. Emis Killa – Tu sei più bravo (da Sintomi)
- 2010 – D.A.F.A. feat. Emis Killa – Controcorrente (da Stato di grazia)
- 2010 – Surfa feat. Emis Killa & G-Nano – Cheese Click (da Rap roba fresh Vol. 1)
- 2010 – Exo feat. Daniele Vit, Jake La Furia, Emis Killa, Ensi, Luchè, Surfa & Vacca – Fino alla fine
- 2010 – Supa feat. Emis Killa – Voglio una vita d'artista (da Dico il vero)
- 2010 – Lil Pin feat. Emis Killa – Meskalina 09 (da Blocco Recordz Never Enough)
- 2010 – Asher Kuno feat. Emis Killa – Fatto da me (da HallWeedWood Stories Vol. 1)
- 2010 – CaneSecco feat. Emis Killa – Segreti
- 2010 – CaneSecco feat. Emis Killa – Occhei (da Senza collare 2009)
- 2010 – CaneSecco feat. Emis Killa & Cianuro – 48 skioppi (da Senza collare 2009)
- 2010 – Gordo feat. Vacca, G.Nano, Melo, Surfa, D-Strutto, Emis Killa, Denny Lahome, Ensi – Pettinaci (RMX)
- 2010 – G. Soave feat. Emis Killa – Tra cemento e club (da Platinum Era)
- 2010 – G. Soave feat. Emis Killa – A galla (da G. I.S.O.)
- 2010 – G. Soave feat. Emis Killa – Highlander (da Musica etero Vol. 1)
- 2010 – G. Soave feat. Emis Killa – Indi rap (da Musica etero Vol. 1)
- 2010 – Fedez feat. Emis Killa  – Non ci sto più dentro (da BCPT)
- 2010 – Bassi Maestro feat. Emis Killa, Asher Kuno & Jack the Smoker – Stupitude (da Vivo e vero EP)
- 2010 – Vacca feat. Emis Killa – Mi prendo tutto quanto
- 2010 – Club Dogo feat. Ensi, Entics, Vacca & Emis Killa – Spacchiamo tutto (Remix) (da Che bello essere noi)
- 2010 – Gemitaiz feat. Emis Killa – Faccio questo Pt. 2 (da Quello che vi consiglio vol. 2)
- 2010 – DJ Harsh feat. Emis Killa & Amir – Soldi e fama (da Harsh Times Mixtape 006)
- 2011 – Vacca feat. Emis Killa – We Gonna Make It (da Pelleossa)
- 2011 – Amir feat. Emis Killa – Run to the Roc (da Radio inossidabile Vol. 2)
- 2011 – Amir feat. Emis Killa – Soldi & fama (da Radio inossidabile Vol. 2)
- 2011 – Doce feat. Emis Killa – Amore & fama (da Pare musica)
- 2011 – Guè feat. Zuli, Emis Killa & Vacca – XXX Pt. 2 (Hardcore) (da Il ragazzo d'oro)
- 2011 – G.Nano feat. Emis Killa – No Snitch (da Kevin Hustle Mixtape)
- 2011 – Gemitaiz & CaneSecco (Xtreme Team) feat. Emis Killa – Hai detto bene (da Xtreme Quality Mixtape)
- 2011 – Denny La Home feat. Emis Killa – Banconote (da Chiamami Mixtape)
- 2011 – Marracash feat. Emis Killa – Slot machine (da Roccia Music II)
- 2011 – Marracash feat. Emis Killa – Giusto un giro (da King del rap)
- 2011 – Don Joe e Shablo feat. Ensi & Emis Killa – Il resto del mondo (da Thori & Rocce)
- 2011 – G. Soave feat. Emis Killa – Non chiedo (da Leone)
- 2012 – Entics feat. Emis Killa – Resta come sei (da Carpe Diem)
- 2012 – Duellz feat. Emis Killa – Hugo Stiglitz (da The D'S Leaks mixtape)
- 2012 – Asher Kuno feat. Emis Killa & Johnny Marsiglia – Freestyle 2K12 (da HallWeedWood Stories Vol. 2)
- 2012 – Melo feat. Michel & Vacca, Maxi B, G.Nano, Ted Bee, Inkastro, Surfa, Gordo, Zed, Emis Killa, Lo Spesso, Dave, EnMiCasa, Uraz, Darme, Kido, Naghi, Suhan, Veleno – Ras dal quartiere (da RapShock)
- 2012 – Duke Montana feat. Emis Killa & Entics – Non sei come noi (da Stay Gold)
- 2012 – Guè & DJ Harsh feat. Emis Killa – Fai il bravo (da Fastlife Mixtape Vol. 3)
- 2012 – Two Fingerz feat. Emis Killa – Vai a lavorare (da Mouse Music)
- 2012 – Nayt feat. Emis Killa – Non ce n'è (da Nayt One)
- 2012 – Rayden feat. Emis Killa & Jake La Furia – Anche le stelle (da L'uomo senza qualità)
- 2012 – Ensi feat. Emis Killa – Fa paura (da Freestyle Roulette Mixtape)
- 2012 – Luchè feat. Emis Killa – Lo so che non m'ami (da L1)
- 2012 – Royal Rhymes feat. Emis Killa – Bravi ragazzi
- 2012 – DJ Fabio B feat. Emis Killa – Ce l'ho con te (da The EP)
- 2012 – Max Pezzali feat. Emis Killa – Te la tiri (da Hanno ucciso l'Uomo Ragno 2012)
- 2012 – Mondo Marcio feat. Emis Killa – Tra le stelle (da Cose dell'altro mondo)
- 2013 – Vacca feat. Emis Killa – Grazie a nessuno (da Pazienza)
- 2013 – Guè feat. Emis Killa – Sul tetto del mondo (da Bravo ragazzo)
- 2013 – Jake La Furia feat. Emis Killa – Brutte abitudini (da Musica commerciale)
- 2013 – Niccolò Agliardi feat. Emis Killa – Soltanto il vero (da Fino in fondo)
- 2014 – Deleterio feat. Emis Killa, J-Ax e Parix – L'inferno (da Dadaismo)
- 2014 – Jamil feat. Emis Killa – Familia (da Il Nirvana)
- 2015 – Club Dogo feat. Emis Killa – Sai zio (Remix) (da Non siamo più quelli di Mi fist - The Complete Edition)
- 2015 – Don Joe feat. Emis Killa – Ti piaccia o no (da Ora o mai più)
- 2015 – Tormento feat. Emis Killa e Coez – Stai al gioco
- 2015 – Canesecco & Sick Luke feat. Emis Killa – Lamborghini (Remix) (da Cambia tutto)
- 2016 – Gemitaiz feat. Emis Killa – Non me ne vado (da Nonostante tutto)
- 2016 – Jake La Furia feat. Emis Killa – Qualcuno (da Fuori da qui)
- 2016 – Fabri Fibra feat. Emis Killa – Mal di stomaco RMX (da Tradimento: 10 anni edition)
- 2016 – Vegas Jones feat. Emis Killa – Gucci Benz (da Chic Nisello)
- 2016 – Jamil feat. Emis Killa – Soldi (da Black Book 2)
- 2017 – Maruego feat. Emis Killa – 1.2.3. (da Tra zenith e nadir)
- 2017 – Bassi Maestro feat. Emis Killa – Non mi fido di voi (da Thank Bax It's Friday EP)
- 2018 – Carl Brave feat. Emis Killa – Bretelle (da Notti brave)
- 2018 – Duke Montana feat. Emis Killa & Entics- Non sei come noi (da Stay Gold)
- 2018 – Il Pagante feat. Emis Killa – Il mezzo (da Paninaro 2.0)
- 2019 – Fedez feat. Emis Killa – Kim & Kanye (da Paranoia Airlines)
- 2019 – Enigma feat. Emis Killa – Paracadute (da Booriana)
- 2019 – Jamil feat. Emis Killa – Quartiere (da Most Hated)
- 2019 – Fred De Palma feat. Emis Killa – Bahamas (da Uebe)
- 2019 – Lazza feat. Emis Killa – Million Dollar (da Re Mida (aurum))
- 2019 – Gigi D'Alessio feat. Emis Killa – La Milano da bere (da Noi due)
- 2020 – Philip feat. Emis Killa – Colossale (da Dalla zona)
- 2020 – Random feat. Emis Killa – Police (da Montagne russe)
- 2020 – Lazza feat. Emis Killa – L'erba voglio (Geordie) (da J)
- 2020 – Young Rame feat. Emis Killa – Drip (da Le jeune Simba)
- 2020 – Gemitaiz feat. Emis Killa e Geolier – Alright (da QVC9)
- 2021 – Il Tre feat. Emis Killa – America (da Ali)
- 2021 – Nerone feat. Emis Killa – Madunina (da Maxtape)
- 2021 – Sottotono feat. Emis Killa – Mezze verità 2021 (da Originali)
- 2021 – Don Joe feat. Emis Killa e Paky – Bandito (da Milano soprano)
- 2021 – Rocco Hunt feat. Emis Killa, Yung Snapp, MV Killa, Lele Blade – Fa' o' brav' (da Rivoluzione)
- 2021 – Silent Bob feat. Emis Killa – Potevamo (da Piove ancora)
- 2021 – Briga feat. Not Good ed Emis Killa – Se piove (da Lunga vita)
- 2021 – 2nd Roof feat. Emis Killa e Pyrex – Soldi in Black (da Rooftop Mixtape 1)
- 2022 – Sick Luke feat. Emis Killa e Side Baby – Pezzi da 20 (da X2)
- 2022 – Axos feat. Emis Killa e Jake La Furia – Sotto zero (da Manie)
- 2022 – Fred de Palma feat. Emis Killa – Tutto quello che ho (da PLC Tape 1)
- 2022 – Dani Faiv feat. Emis Killa – Icona Hip Hop (da Faiv)
- 2022 – Jake La Furia feat. Emis Killa – Yeah (da Ferro del mestiere)
- 2022 – Cancun feat. Emis Killa – Vengo da dove (da Cancun)
- 2022 – Deda feat. Jake La Furia, Emis Killa e Gemitaiz – Kim Jong (da House Party)
- 2022 – Inoki e DJ Shocca feat. Jake La Furia e Emis Killa – Milano By Night (da 4 mani)
- 2023 – Jamil feat. Emis Killa – Zona (da Flow)
- 2023 – DJ Shocca feat. Kaos e Emis Killa – 90 (da Sacrosanto)
- 2023 – Baby Gang feat. Emis Killa – Come mai (da Innocente)
- 2023 – MamboLosco feat. Emis Killa – Mikado (da Facendo faccende)
- 2023 – Massimo Pericolo feat. Emis Killa – Moneylove (da Le cose cambiano)
- 2023 – Gemitaiz feat. Emis Killa e Guè – La merce più buona (da QVC 10)
- 2024 – Neima Ezza feat. Emis Killa – Due principi (da Piccolo principe)
- 2024 – Sacky feat. Emis Killa – Payday (da Balordo)
- 2024 – Rhove feat. Emis Killa – Imputati (da Popolari)
- 2024 – Baby Gang feat. Emis Killa e Jake La Furia – Agente (da L'angelo del male)

## Videografia

### Video musicali
- 2011 – Sono cazzi miei
- 2011 – Romanzo criminale (con Daniele Vit)
- 2011 – Killa Story
- 2011 – Neve e fango
- 2011 – Tagli (con Entics)
- 2011 – I Need a Dollar (Emis Killa vs Aloe Blacc)
- 2011 – K.I.L.L.A.
- 2011 – Di.Enne.A
- 2011 – Il peggiore
- 2011 – Sulla luna (intro)
- 2012 – Cashwoman
- 2012 – Come un pitbull
- 2012 – Parole di ghiaccio
- 2012 – Cocktailz (con G. Soave e Duellz)
- 2012 – L'erba cattiva
- 2012 – Il mondo dei grandi (con Marracash)
- 2012 – Se il mondo fosse (feat. J-Ax, Club Dogo, Marracash)
- 2012 – Il king
- 2013 – Vampiri
- 2013 – Wow
- 2013 – Lettera dall'inferno
- 2013 – Scordarmi chi ero
- 2013 – A cena dai tuoi (feat. J-Ax)
- 2014 – Straight Rydah
- 2014 – Soli (assieme)
- 2014 – Maracanã
- 2014 – Blocco Boyz
- 2014 – Se penso al rap
- 2014 – Mercurio
- 2014 – Che abbia vinto o no (feat. Antonella Lo Coco)
- 2015 – Lo sanno i veri (Intro) + C'era una volta
- 2016 – Non era vero
- 2016 – Cult
- 2016 – Dal basso
- 2016 – Quello di prima
- 2016 – Parigi (feat. Neffa)
- 2017 – Linda
- 2018 – Serio (feat. Capo Plaza)
- 2018 – Rollercoaster
- 2018 – Claro (feat. Vegas Jones & Gemitaiz)
- 2019 – Tijuana
- 2020 – Malandrino (con Jake La Furia)
- 2020 – L'ultima volta (con Jake La Furia feat. Massimo Pericolo)
- 2021 – Morto di fame (feat. Lazza)
- 2022 – Lucifero
- 2024 – Sexy shop (con Fedez)
- 2024 – Nino nino (con Merk & Kremont e Massimo Pericolo)